# 祝之至
祝之至（？—17世紀），字一生，四川嘉定直隸州洪雅縣人，明朝、南明政治人物。

## 生平
祝之至是崇禎十五年（1642年）舉人，次年（1643年）聯捷進士，獲授邛州知州，永曆時轉為彌勒知州，入朝陞任兵部職方司主事、員外郎，改官武選郎中，不久入峨嵋山出家為僧。他的著作豐富，包括《墨戲堂文集》、《墨戲堂雜說》、《墨戲堂詩餘》、《囈譚集語錄》、《農書攷畧》、《山莊夜話》、《漁樵問答》、《蜀事紀》等書。

## 引用
1. 1 2  錢海岳《南明史·卷五十六·列傳第三十二》：（永曆）時兵部司官之可紀者：……祝之至，字一生，洪雅人。崇禎十六年進士。歷邛州、彌勒知州，職方主事、員外郎，武選郎中。後入峨眉山為僧。
2. ↑  嘉慶《洪雅縣志·卷十一》：祝之至，崇禎壬午科舉人
3. ↑  嘉慶《洪雅縣志·卷十三》：祝之至，字心穀，任雲南彌勒州，擢兵部職方司。富於著述，有《墨戲堂文集》、《墨戲堂雜說》、《墨戲堂詩餘》、《囈譚集語錄》、《農書攷畧》、《山莊夜話》、《漁樵問答》、《蜀事紀》等書。